# Hrabstwo Vilas
Hrabstwo Vilas (ang. Vilas County) – hrabstwo w stanie Wisconsin w Stanach Zjednoczonych.
Obszar całkowity hrabstwa obejmuje powierzchnię 1018 mil² (2636 km²). Według szacunków United States Census Bureau w roku 2009 miało 21 033 mieszkańców. Jego siedzibą administracyjną jest Eagle River.
Hrabstwo powstało w 1893.

## Miasta
- Arbor Vitae
- Boulder Junction
- Cloverland
- Conover
- Eagle River
- Lac du Flambeau
- Land O’ Lakes
- Lincoln
- Manitowish Waters
- Phelps
- Plum Lake
- Presque Isle
- St. Germain
- Washington
- Winchester

## CDP
- Boulder Junction
- Lac du Flambeau
- Sayner